# Las Cañadas Martínez
Las Cañadas Martínez är en ort i Mexiko.   Den ligger i kommunen Martínez de la Torre och delstaten Veracruz, i den sydöstra delen av landet, 230 km öster om huvudstaden Mexico City. Las Cañadas Martínez ligger 105 meter över havet och antalet invånare är 461.
Terrängen runt Las Cañadas Martínez är platt. Runt Las Cañadas Martínez är det ganska tätbefolkat, med 248 invånare per kvadratkilometer. Närmaste större samhälle är Martínez de la Torre, 4,2 km sydost om Las Cañadas Martínez. Omgivningarna runt Las Cañadas Martínez är en mosaik av jordbruksmark och naturlig växtlighet.